# Kwacha malawien
Pour les articles homonymes, voir Kwacha.
Le kwacha malawien (ou malawite) est la devise du Malawi depuis 1971. Le kwacha a remplacé la livre malawienne à un taux de 2 kwacha = 1 livre. Le kwacha est divisé en 100 tambala. 
Le mot kwacha dérive des mots nyanja et bemba signifiant aube. Tambala signifie coq en nyanja.

## Pièces de monnaie
Les pièces de monnaie sont distribuées dans les dénominations de 1, 2, 5, 10, 20, 50 tambala et 1 kwacha.

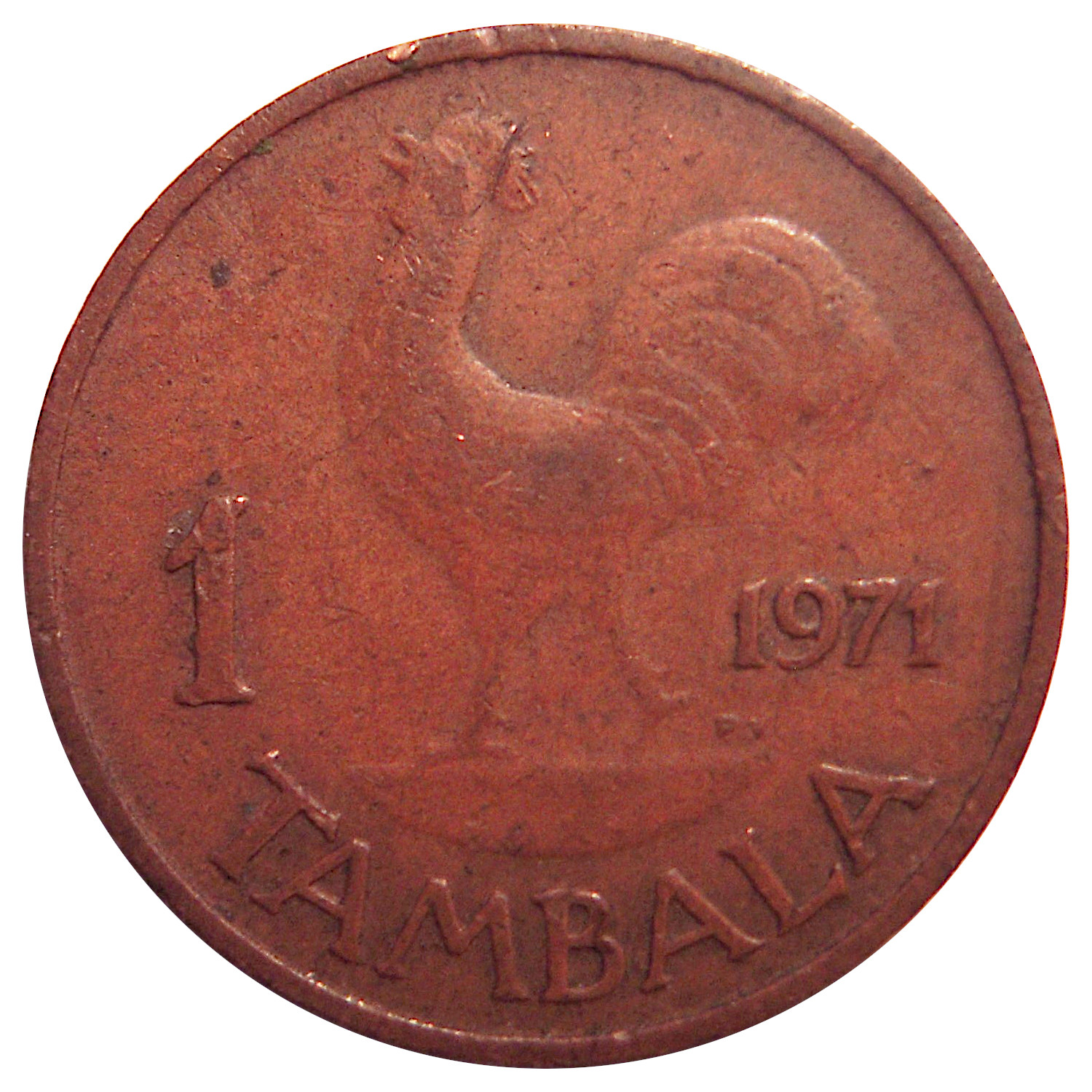

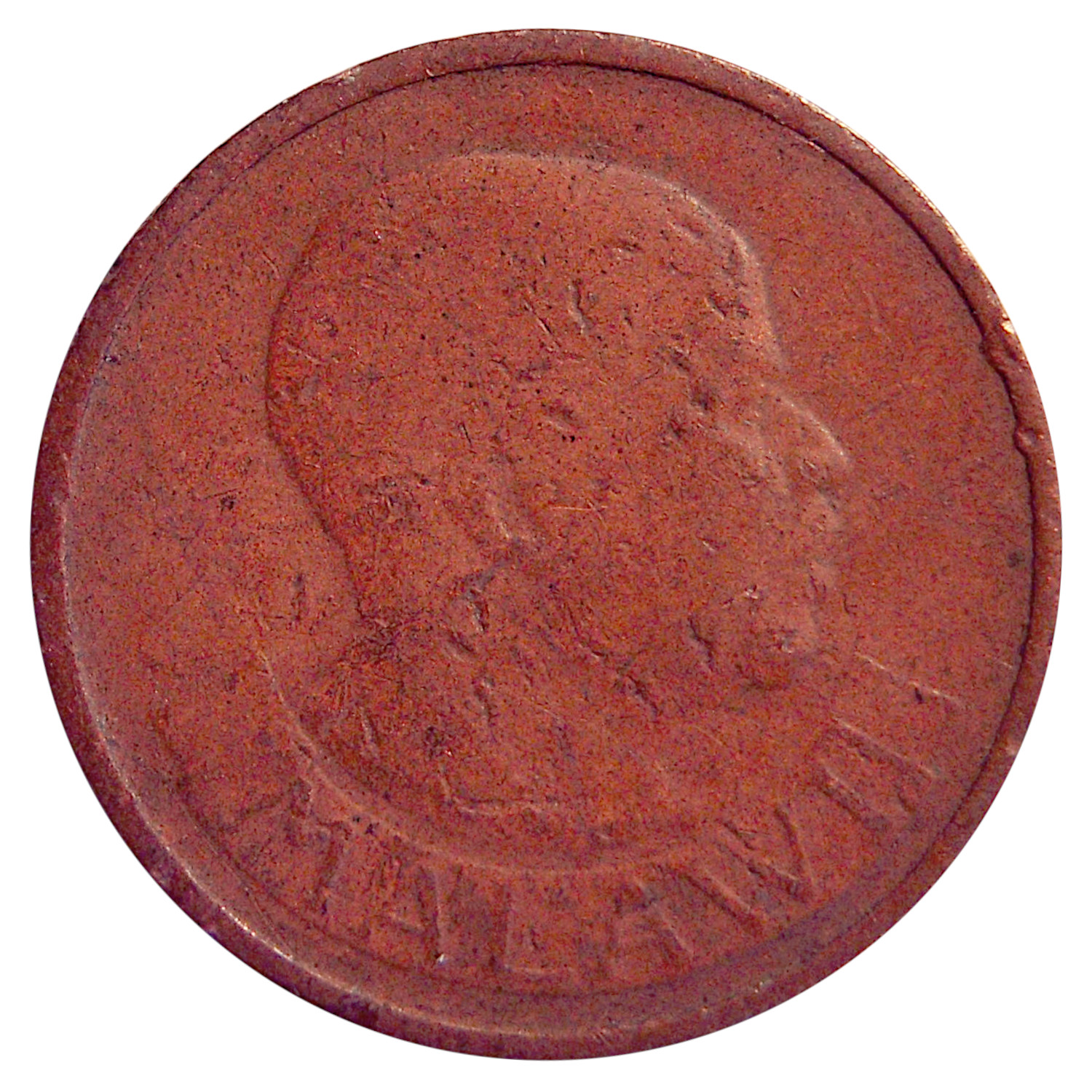
Pièce de 1 tambala de 1971

## Billets de banque

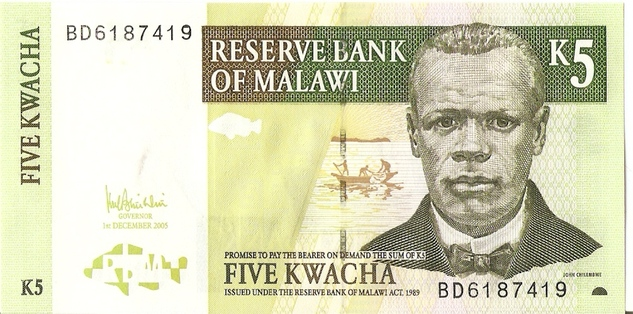
Billet de 5 kwacha (recto, série 2006).

En 2006, les dénominations des billets libellés en kwacha malawien sont : 
- 5 kwacha
- 10 kwacha
- 20 kwacha
- 50 kwacha
- 100 kwacha
- 200 kwacha
- 500 kwacha

Tous les billets courants comportent le portrait de John Chilembwe au recto.